# Frank Menezes
Frank Menezes (Salvador, 12 de fevereiro de 1962) é um ator brasileiro.

## Biografia
Nascido em Salvador em 12 de fevereiro de 1962. O ator baiano tem uma longa história como ator. Ele começou no teatro e fez peças de grande sucesso na Bahia, entre elas, A Bofetada e Vixe Maria! Deus e o Diabo na Bahia.[carece de fontes?]
Frank também já fez cinema e participou de obras de Jorge Amado, como Tieta do Agreste e Capitães da Areia.
Na televisão estreou em 1998, na minissérie Dona Flor e Seus Dois Maridos. Depois de vários anos longe da televisão, após pequenas participações em seriados, entrou no elenco da novela O Astro (2011) e no ano seguinte na novela Gabriela (2012). Mas foi em I Love Paraisópolis que ele conseguiu mostrar com mais intensidade a veia cômica que o consagrou como ator, na trama ele interpretou Júnior, o mordomo da vilã Soraya (Letícia Spiller) que fazia questão de bajular a patroa, implicar com as empregadas e dizer que morava na Zona Sul. O bordão do personagem "FAVELADAA" que ele usava para se referir á empregada Melodia (Olívia Araújo) ficou muito conhecido.

## Filmografia

### Televisão
| Ano     | Título                        | Personagem                                                 | Nota                           |
| ------- | ----------------------------- | ---------------------------------------------------------- | ------------------------------ |
| 1994    | O Compadre de Ogum            | Arthur da Guima                                            |                                |
| 1998    | Dona Flor e Seus Dois Maridos | Cachorrão                                                  |                                |
| 1998    | Mulher                        | Pai Jorge / Anísio                                         |                                |
| 2007    | A Pedra do Reino              | Samuel Wandernes                                           |                                |
| 2007    | Toma Lá Dá Cá                 | Norival                                                    | Episódio: "Entrando Pelo Cano" |
| 2011    | O Astro                       | Cleiton                                                    |                                |
| 2012    | Gabriela                      | Padre Cecílio                                              |                                |
| 2013    | O Canto da Sereia             | Juarez                                                     |                                |
| 2015    | I Love Paraisópolis           | Evaristo Mateus Salsete Júnior (Júnior) / Juneca Purpurina |                                |
| 2015    | Tomara que Caia               | Evaristo Mateus Salsete Júnior (Júnior) / Juneca Purpurina | Episódio: "Deu pra Esquecer?"  |
| 2019–23 | Cine Holliúdy                 | Delegado Nervoso                                           |                                |
| 2022    | O Cangaceiro do Futuro        | Padre Cicero                                               |                                |

### Cinema
| Ano  | Título               | Personagem |
| ---- | -------------------- | ---------- |
| 2016 | Shaolin do Sertão    | Rossivaldo |
| 2012 | A Coleção Invisível  | Nemias     |
| 2010 | Capitães da Areia    | Delegado   |
| 2010 | Quincas Berro D'Água | Curió      |
| 2006 | O Caso Morel         |            |
| 1996 | Tieta do Agreste     | Jairo      |

## Prêmios e Indicações
| Ano  | Festival                 | Categoria        | Papel                         | Resultado |
| ---- | ------------------------ | ---------------- | ----------------------------- | --------- |
| 2015 | Prêmio Quem de Televisão | Melhor Revelação | Júnior em I Love Paraisópolis | Indicado  |